# Delphine Chatelin
Pour les articles homonymes, voir Chatelin.
Delphine Chatelin, née le 17 mai 1988 à Pau, est une footballeuse française évoluant au poste de latérale gauche.

## Biographie

### Carrière en club
Delphine Chatelin est formée dans le club des Bleuets de Pau, dans son Béarn natal. En 2003, elle rejoint le Toulouse FC et dès l'année suivante découvre la D1. Elle évoluera huit saisons avec le club toulousain en D1 et une saison en D2.
En juillet 2013, après dix ans sous les couleurs du TFC, elle met une pause à sa carrière, lassée par la routine du football. Elle part alors sept mois en Australie pour devenir bilingue mais garde tout de même un contact avec le foot en s'entraînant avec des garçons dans un club régional à Byron Bay. Elle se rend ensuite aux États-Unis et reprend finalement la compétition en disputant la W-League avec les Blue Heat de Santa Clara (en) de mai à juillet 2014, et dispute onze rencontres. De retour en France, elle lance son entreprise de fabrication de skateboards au look féminin, la Bayla Factory.
Alors qu'elle a su se maintenir en forme durant l'année 2016 en pratiquant notamment du futsal, Chatelin relance sa carrière et signe en janvier 2017 au FC Girondins de Bordeaux, qui joue le maintien pour sa première année en D1. Au bout d'une saison 2017-2018 réussie en terminant à la 7e place, elle prolonge son contrat jusqu'en juin 2019. Devenue une cadre dans le vestiaire des Bordelaises, elle prolonge en février 2020 jusqu'en 2022.

### Carrière internationale
Delphine Chatelin fait quelques apparitions en équipes de France en U17, U19, U20 et un match en équipe de France A' en 2009. Avec les U20, elle finit quatrième de la Coupe du monde U20 en 2008.

## Palmarès
Toulouse FC
- Vainqueur du Championnat de France de deuxième division en 2012

 France -20 ans
- Quatrième de la Coupe du monde U20 en 2008

## Statistiques
| Saison                | Club                          | Championnat           | Championnat | Championnat | Coupe(s) nationale(s) | Coupe(s) nationale(s) | Total | Total |
| Saison                | Club                          | Division              | M.          | B.          | M.                    | B.                    | M.    | B.    |
| 2004-2005             | Toulouse FC                   | Division 1            | 9           | 0           |                       |                       | 9     | 0     |
| 2005-2006             | Toulouse FC                   | Division 1            | 8           | 0           |                       |                       | 8     | 0     |
| 2006-2007             | Toulouse FC                   | Division 1            | 19          | 1           |                       |                       | 19    | 1     |
| 2007-2008             | Toulouse FC                   | Division 1            | 20          | 1           | 1                     | 0                     | 21    | 1     |
| 2008-2009             | Toulouse FC                   | Division 1            | 20          | 1           | 2                     | 1                     | 22    | 2     |
| 2009-2010             | Toulouse FC                   | Division 1            | 21          | 0           | 1                     | 0                     | 22    | 0     |
| 2010-2011             | Toulouse FC                   | Division 1            | 19          | 3           | 2                     | 0                     | 21    | 3     |
| 2011-2012             | Toulouse FC                   | Division 2            | 21          | 11          | 4                     | 1                     | 25    | 12    |
| 2012-2013             | Toulouse FC                   | Division 1            | 18          | 2           | 2                     | 1                     | 20    | 3     |
| Sous-total            | Sous-total                    | Sous-total            | 155         | 19          | 12                    | 3                     | 167   | 22    |
| 2014                  | Blue Heat de Santa Clara (en) | W-League              | 11          | -           | -                     | -                     | 11    | 0     |
| Sous-total            | Sous-total                    | Sous-total            | 11          | -           | -                     | -                     | 11    | 0     |
| 2016-2017             | Girondins de Bordeaux         | Division 1            | 10          | 0           | 1                     | 0                     | 11    | 0     |
| 2017-2018             | Girondins de Bordeaux         | Division 1            | 18          | 0           | 1                     | 0                     | 19    | 0     |
| 2018-2019             | Girondins de Bordeaux         | Division 1            | 17          | 1           | 1                     | 0                     | 18    | 1     |
| 2019-2020             | Girondins de Bordeaux         | Division 1            | 15          | 1           | 3                     | 0                     | 18    | 1     |
| Sous-total            | Sous-total                    | Sous-total            | 60          | 2           | 6                     | 0                     | 66    | 2     |
| Total sur la carrière | Total sur la carrière         | Total sur la carrière | 226         | 21          | 18                    | 3                     | 244   | 24    |